# Next (film)
Pour les articles homonymes, voir Next.
Pour plus de détails, voir Fiche technique et Distribution.
Next est un thriller américain réalisé par Lee Tamahori et sorti en 2007. C'est une adaptation très libre de la nouvelle L'Homme doré de Philip K. Dick, publiée en 1954.

## Synopsis
Cris Johnson (Nicolas Cage) est un prestidigitateur qui, sous le pseudonyme de Frank Cadillac, travaille dans une boîte miteuse de Las Vegas. Pour arrondir les fins de mois, il va jouer dans les casinos de la ville où il n'affronte que la banque et jamais les autres joueurs. Cris Johnson est en effet un tricheur qui possède le don de précognition. Il peut ainsi voir l'avenir deux minutes à l'avance et de gagner ainsi à coup sûr.
Une vision trouble toutefois Cris Johnson, celle d'une belle jeune femme qui lui apparaît bien au-delà des deux minutes habituelles. Par ailleurs, le FBI qui a repéré les dons particuliers de Cris souhaite s’assurer sa collaboration pour traquer une équipe de terroristes ayant pour but de faire exploser une bombe atomique en Californie. L'agent Callie Ferris (Julianne Moore) décide de contacter Cris pour le convaincre de travailler pour eux.

## Fiche technique
Sauf indication contraire, les informations mentionnées dans cette section peuvent être confirmées par les bases de données cinématographiques IMDb et Allociné,  présentes dans la section « Liens externes ».
- Titre original et francophone : Next
- Réalisation : Lee Tamahori
- Scénario : Gary Goldman, d'après la nouvelle L'Homme doré de Philip K. Dick
- Musique : Mark Isham
- Montage : Christian Wagner
- Décorateur de plateau : Robert Gould
- Société de production : Saturn Films
- Sociétés de distribution : Paramount Pictures (États-Unis, Canada), TFM Distribution (France)
- Effets spéciaux : Pixel Magic, Digital Dreams, Comen Fx
- Budget : 70 millions de dollars
- Pays de production :  États-Unis
- Langue tournage : anglais, quelques dialogues en français
- Format : couleur - 2,35:1 35 mm (anamorphique) (Kodak) - son SDDS / Dolby Digital / DTS
- Genre : science-fiction, thriller, action
- Durée : 96 minutes
- Dates de sortie[1] :
  - Belgique, France : 25 avril 2007
  - États-Unis, Canada : 27 avril 2007
- Classification[2] :
  - États-Unis : PG-13
  - France : tous publics

## Distribution
- Nicolas Cage (VF : Dominique Collignon-Maurin) : Cris Johnson « Frank Cadillac », prestidigitateur
- Julianne Moore (VF : Ivana Coppola) : Callie Ferris, agent du FBI
- Jessica Biel (VF : Sylvie Jacob) : Liz Cooper
- Thomas Kretschmann : M. Smith
- Tory Kittles (VF : Diouc Koma) : Cavanaugh
- José Zúñiga (VF : David Krüger) : le chef de la sécurité du Roybal
- Jim Beaver : Wisdom
- Jason Butler Harner : Jeff Baines
- Michael Trucco (VF : Axel Kiener) : Kendall
- Enzo Cilenti : M. Jones
- Sergej Trifunović : M. White
- Charles Chun (en) : Davis
- Jack Ong : l'homme de Corée
- Jessica Barth : la jolie femme blonde
- Bonita Friedericy : la caissière
- Peter Falk (VF : Serge Sauvion) : Irv
- Paul Rae : le contremaître de l'équipe de la voirie
- Hinetoa : la fille morte
- Jeff Michael : lui-même
- Lisa Joyner (en) : elle-même
- David Leitch : un militaire (caméo)

## Musique
Sauf indication contraire, les informations mentionnées dans cette section peuvent être confirmées par la base de données cinématographiques IMDb,  présente dans la section « Liens externes ».
- A Little Less Conversation par Elvis Presley, remixé par Junkie XL.
- Strange Brew par Cream.
- Asi Sera par The Green Car Motel.
- Box of Lovers par Dirty Children.

## Accueil

### Box-office
| Pays               | Box-office      | Nbre de sem. | Classement TLT | Date          |
| Box-office Mondial | 76 066 000 USD  | -            | -              | au 28/05/2007 |
| Box-office France  | 607 310 entrées | 5 sem.       | -              | au 06/06/2007 |

## Analyse
- Le film comporte de nombreuses références à Stanley Kubrick : non seulement le film Docteur Folamour est diffusé sur une télévision, mais il est également possible de voir le héros attaché à une chaise, les yeux écartelés afin de visionner une scène de violence (on aperçoit d'ailleurs rapidement un scientifique lui mettant des gouttes) comme dans Orange mécanique. D'autre part, à plusieurs reprises, le héros implore la possibilité du libre arbitre, de faire le bien ou le mal selon son choix, thème récurrent chez Kubrick.

## Autour du film
- Le générique de fin a la particularité de défiler à l'envers.
- Il s'agit du tout dernier doublage du comédien Serge Sauvion, qui a par la suite pris définitivement sa retraite avant son décès en février 2010.